# Orchid I. Jordan
Pour les articles homonymes, voir Jordan.
Orchid Irene Jordan née Ramsey le 17 août 1910 à Clay Center, Kansas et morte le 25 décembre 1995 à Kansas City, Missouri est une femme politique américaine. 

## Biographie
Orchid Jordan étudie à l'université de Wilberforce dans l'Ohio. Elle épouse Leon Jordan le 15 août 1932. Leon Jordan sert à la Chambre des représentants du Missouri jusqu'à son assassinat le 15 juillet 1970. Orchid Jordan remplaça alors son mari à la Chambre des représentants du Missouri puis y est réélue de 1970 à 1984,.  Jordan est démocrate. Elle est membre de Freedom, Inc. et vécut à Kansas City, Missouri. Elle devient membre à vie de la National Association for the Advancement of Colored People (NAACP)  et est aussi membre de la National Urban League. Elle travaille également sur la prévention de la criminalité pour la mairie de Kansas City. Elle est active dans les services sociaux par le biais de The Links Incorporated. Dans les années 1960, elle ouvre un magasin d'art africain à Kansas City.
Jordan meurt le 25 décembre 1995 à Kansas City, Missouri,. À sa mort, le sénateur Phil Curls (en) dit d'elle qu'elle fut « une femme charmante, toujours stable et égale à elle-même ». 